# Alte Prager Hütte
Alte Prager Hütte (česky Stará pražská chata) je horská chata v rakouských Alpách. Je spravována mnichovskou sekcí Německého alpského spolku a leží na konci 10 km dlouhého údolí Gschlösstal. K chatě se vystupuje od Matreier Tauernhausu (hospic a ubytovna Arcidiecéze salcburské) a nejvýznamnějším vrcholem v okolí je Großvenediger (3666m). Na výstavbě chaty měl významný podíl předseda pražské sekce Německého a Rakouského Alpského spolku/Deutscher und Österreichischer Alpenverein (DuÖAV) Johann Stüdl. Chata byla neustále ničena lavinami, takže pražská sekce nakonec vybudovala Neue Prager Hütte a původní budova je uzavřena a vyhlášena kulturní památkou.

## Historie
Johann Stüdl si v roce 1871 při výstupu na Großvenediger z údolí Gschlössu stavbu Prager Hütte pravděpodobně už naplánoval a sekce projekt a plán stavby s náklady 600 zlatých v únoru 1872 odsouhlasila. Členové spolku byli stavbou chaty tak nadšeni, že se jim podařilo během krátké doby vybrat 794 zlatých.
„Procházeli jsme okolo jižního svahu Kesselkopfu a mysleli jsme na to, jak příjemné a pohodlné by bylo, kdyby zde stála chata, ke které by vedla cesta z Gschlössu. A tato myšlenka nezůstala pouze přáním.Abychom zjednodušili výstup na Großvenediger z Gschlössu, usnesli jsme se na jednání 24. února o výstavbě chaty u Kesselkopfu, přičemž sekce považuje za věc cti provést výstavbu pouze ze svých vlastních prostředků, aniž by žádala o pomoc centrální výbor.“
Jahresbericht/Výroční zpráva 1871-1872

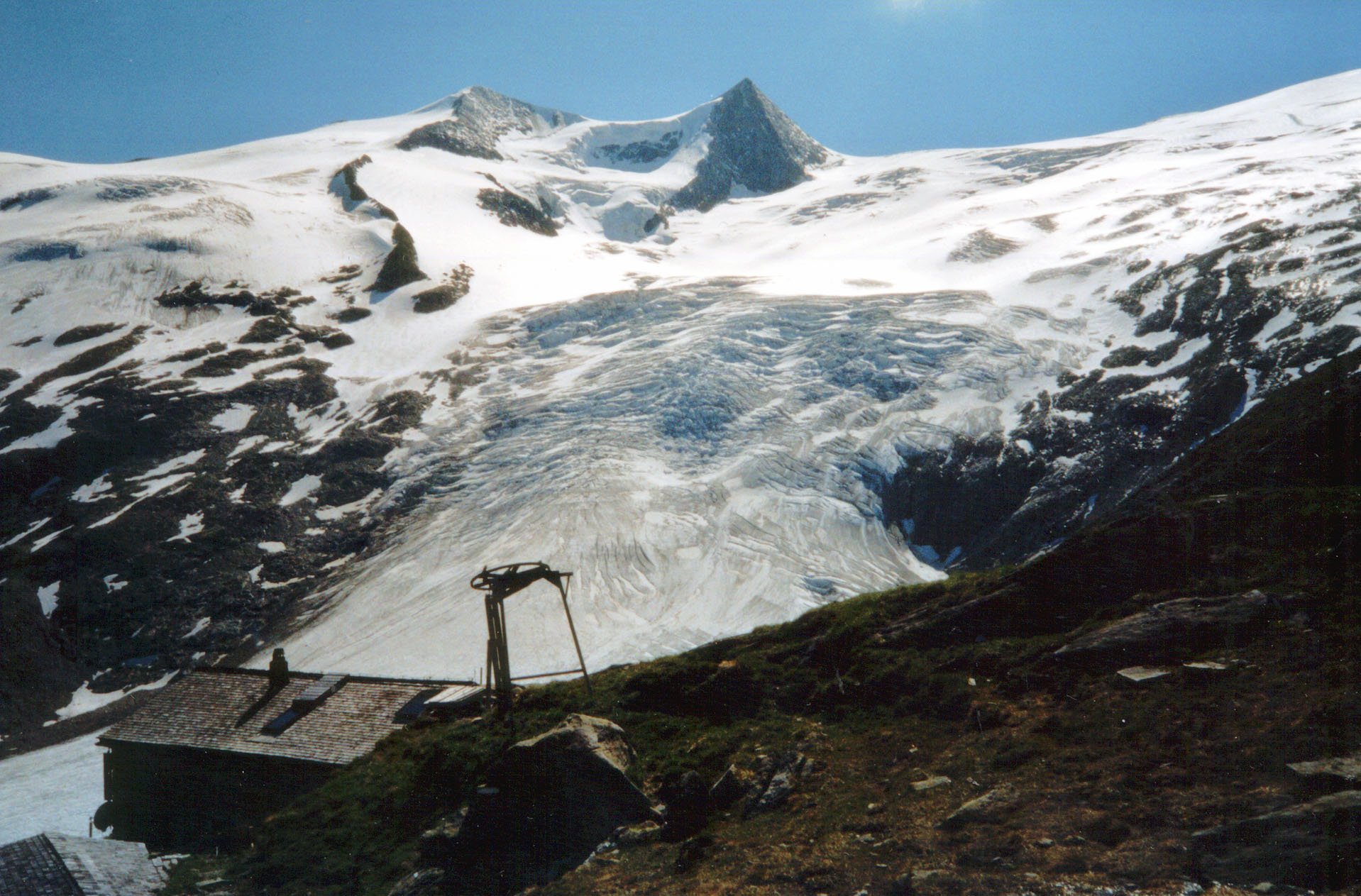
Schlatenkees, Hoher Zaun, Schwarze Wand

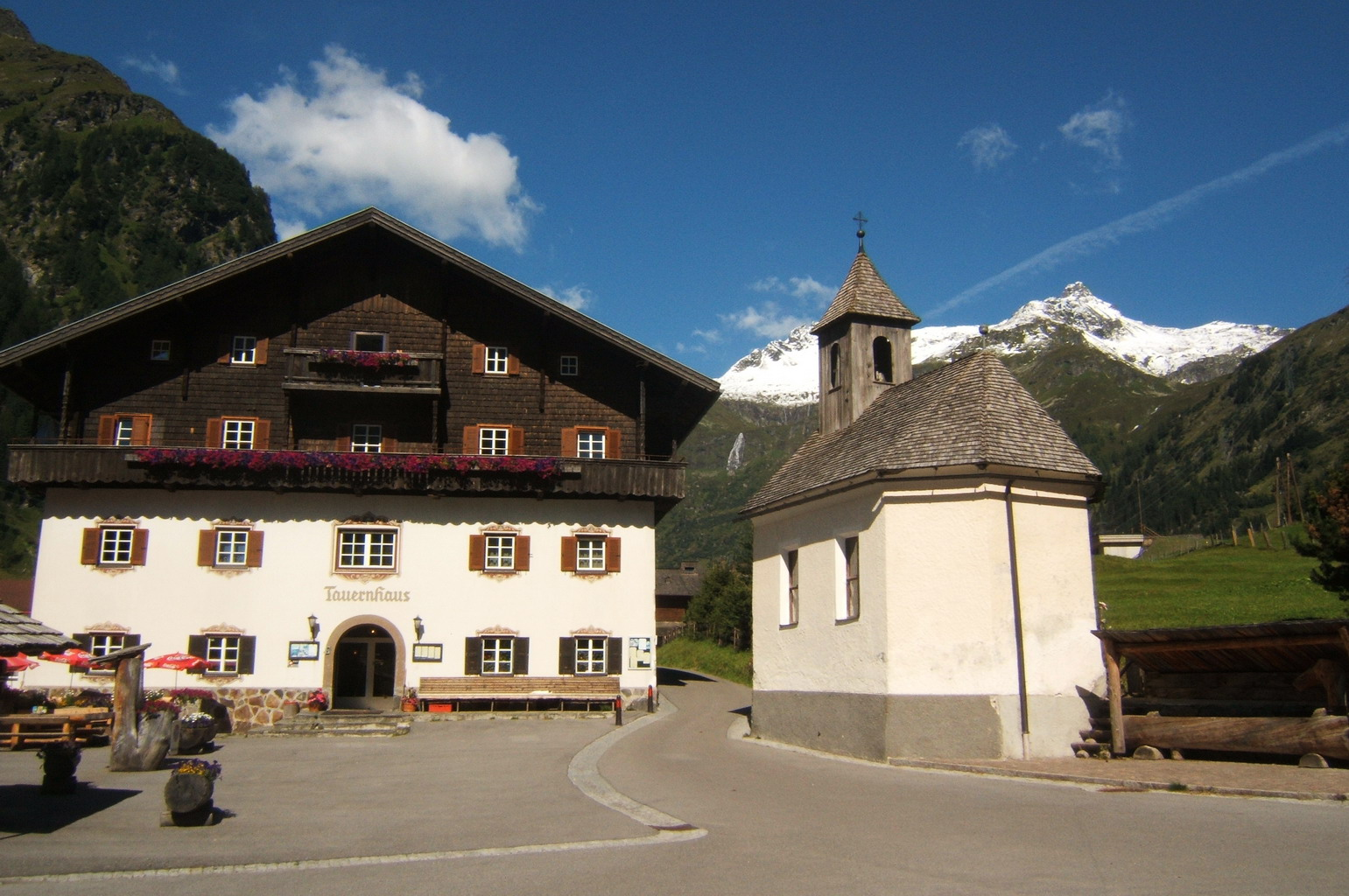
Matreier Tauernhaus

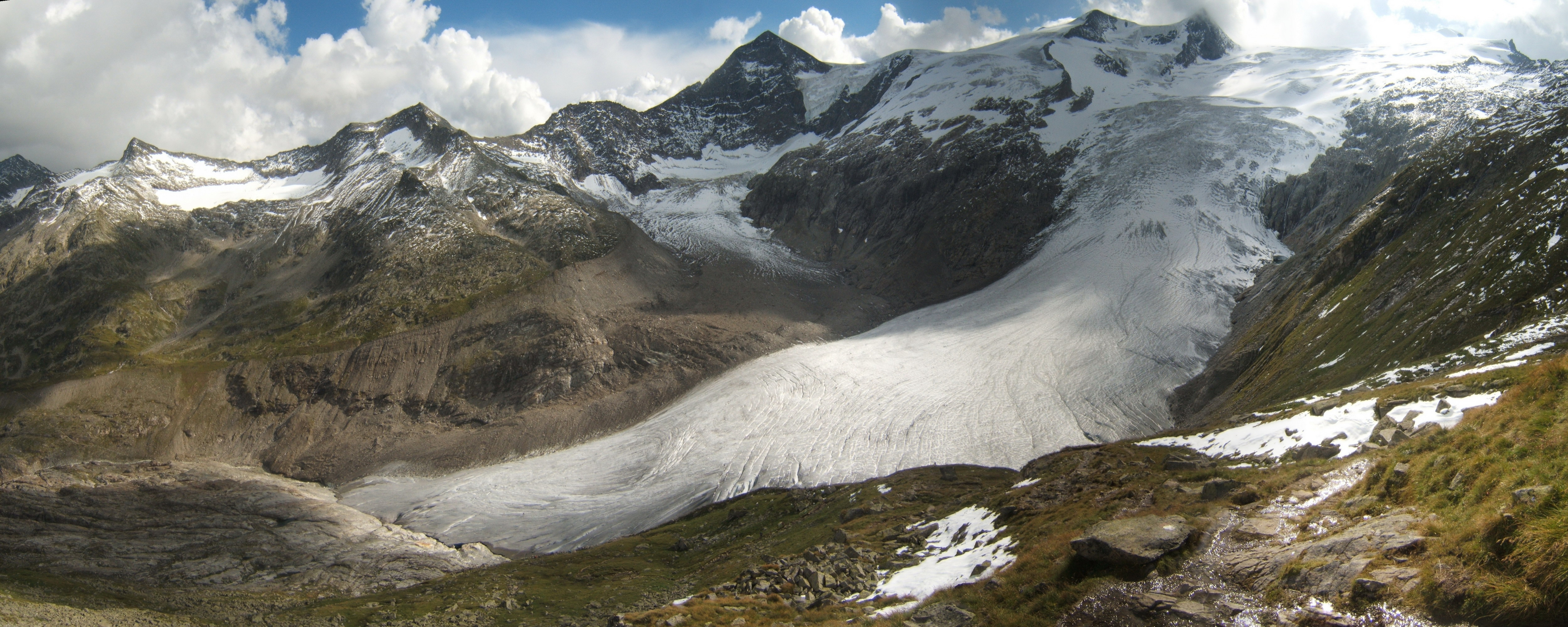
Schlatenkees, Großvenediger

Stavební práce, které počaly již v létě 1872, řídil hostinský J. Hammerl z Matrei. Ten ale původní místo výstavby svévolně pozměnil a chatu vystavěl jednoduše tam, kde podle něj byl „překrásný daleký výhled na velkolepé okolí, který nemá žádná jiná chata (s výjimkou Hofmannshütte).“ Chata byla přirozeně v dalších letech často ohrožována lavinami. Už v roce 1876 ji lavina značně poničila a další v roce 1877 dílo zkázy dokončila. Proto pražská sekce vybudovala na bezpečnějším místě ve výšce 2489 metrů chatu novou (za pouhý měsíc 23. 7. – 21. 8. 1877).
Nová chata pojala 45 osob a patřila podle výroční spolkové zprávy k těm „nejútulnějším a nejprostornějším“ v Alpách. V 90. letech 19. století stoupla návštěvnost natolik, že někdy byli horolezci namačkáni jako „uzenáči“. Spolek se rozhodl nakonec pro úplně novou stavbu blíže k vrcholu Großvenedigeru a vybudoval v roce 1904 Neue Prager Hütte. Alte Prager Hütte využívala sekce jako nouzovou útulnu.
Během první světové války byla chata mimo provoz a nakonec opět poničena lavinami a její vybavení rozkradeno. Přesto ji nově konstituovaný spolek DAV Praha v roce 1923 zrekonstruoval a znovu provozoval. K tomu ještě v roce 1926 přistavěl zimní útulnu s vlastním vchodem. Alte Prager Hütte není veřejnosti přístupná a je vnímána jako kulturní památka.

## Poloha
Alte Prager Hütte leží ve výšce 2489 m n. m. jihovýchodně od Großvenedigeru ve Východních Tyrolech v Rakousku.

## Příjezd a výstup
- autem: placené parkoviště „Matreier Tauernhaus“
- autobusem: zastávka „Matrei in Osttirol“, nebo „Tauernhaus“ autobusové linky „Kitzbühel - Lienz“ ve Východních Tyrolech.
- výstup od Matreier Tauernhaus (1512 m) přes Innergschlöß (Venedigerhaus, 1725 m) – 3,5 až 4 hodiny

## Přechody, další chaty
- Neue Prager Hütte: 1 h
- St. Pöltner Hütte: 5 h
- Badener Hütte: 4 h
- Fürther Hütte: 5 h
- Kürsinger Hütte: 6 h
- Defreggerhaus: 6 h
- Thüringer Hütte: 5 h

## Túry, výstupy na vrcholky
- Vorderer Kesselkopf (2997 m), II: 0,5 h
- Großvenediger (3674 m): 4,5 h
- Kleinvenediger (3477 m): 4 h
- Hohes Aderl (3504 m): 4 h
- Rainerhorn (3560 m): 4,5 h
- Schwarze Wand (3511 m): 4 h
- Hoher Zaun (3467 m): 4,5 h
- Kristallwand (3329 m): 5,5 h